# Narys kwiatowy

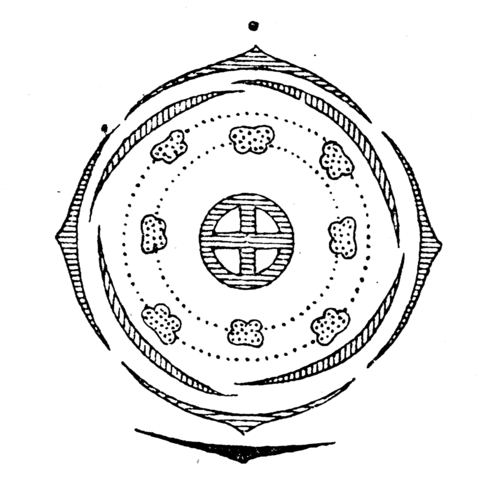
Diagram kwiatowy wiesiołka Oenothera

Narys kwiatowy, diagram kwiatowy – graficzne, schematyczne przedstawienie budowy określonego typu kwiatu w rzucie poprzecznym, gdzie odpowiednimi symbolami zaznacza się jego symetrię, a na poszczególnych kołach jego elementy (działki kielicha, płatki korony, pręciki) oraz schemat przekroju poprzecznego przez zalążnię ze zilustrowanym umiejscowieniem zalążków, przegród i komór.
Dodatkowo zawiera symboliczne przedstawienie osi kwiatostanu (w postaci czarnej kropki nad narysem) i przysadki kwiatu (pod kwiatem).
Narys kwiatowy zawiera pełniejszą informację o budowie kwiatu w porównaniu ze wzorem kwiatowym.